# 陳馨
陳馨（?—?），字桂山，陳燦、陳田弟，贵州贵阳人，清朝政治人物、進士出身。
光緒三年（1877年）丁丑科進士，三甲一名；光绪三年五月，分部學習，后官戶部主事。